# 奮鬥吧！系統工程師
《奮鬥吧！系統工程師》是夏海公司撰寫，Ixy繪製插畫的日本輕小說作品。2010年電擊文庫發行，中文繁體版由台灣角川代理發行，1-4卷譯者志麻、5卷起為蔡長弦，簡體版則是天聞角川代理發行，1-6卷采用台译，7卷起译者豆芽菜。此作是輕小說之中少見以職場為主題者。
在《週刊Ascii》2010年6月22日號（6月8日）開始連載後日談《奮鬥吧！系統工程師 番外篇 深夜加班輕鬆入門》。2011年9月起在《Fami通》Comic Clear網站連載由鶴山ミト所畫的漫畫版。

## 故事簡介
在這就職難的時代，櫻坂工兵千辛萬苦，好不容易才找到了第一份工作——駿河系統公司的系统工程师（systems engineer）。工兵因Y先生的廣告而對公司感到期待，但他萬萬沒想到，等著他的卻是殘酷的工作環境。工兵在室見立華底下接受嚴格的實務訓練（OJT，On-the-job Training），踏出系統工程師生活的第一步。

## 登場人物
- 聲優為廣播劇版。
- 主要人物的姓氏都來自於福岡市地下鐵的車站名稱。

### 駿河系統股份有限公司
駿河系統股份有限公司是創立只有幾年的小型系統開發公司，總部位於東京都御茶水。社長六本松經常無視職員負擔，亂接案子。而且，他亦常忘記事情，因而讓員工天天忙到末班電車發車時刻才能下班。惡劣的勞動條件使員工的流動率極高。職員都有共識，認為公司是血汗工廠。

#### SE部門（Systems Engineering部門）
櫻坂工兵（配音：石川界人）
本作主角。為二十二歲的應屆畢業生，外表有些娃娃臉。
本身缺乏電腦知識。隸屬系統工程部門。在嚴酷的求職活動中，被駿河系統的求才廣告感動而被騙進公司，知道實際狀況後大受打擊。在立華手下接受為期兩星期的實務訓練（OJT，On-the-job Training），開始了受苦受難的社會生活。
初時，工兵受不了室見的態度和SE的生活模式，打算於兩星期內得到室見的認同就毅然辭職，但終打消這念頭，繼續在室見手下工作。
雙親和妹妹出生於靜岡縣濱松市。因為家中在八幡車站附近經營和菓子店「遠州櫻華庵」，擁有幫助客戶和其他商店的經驗，因此在與同事、客戶間溝通的能力比室見來的強。
暗恋海鸥，但由于解决的决断，而被各章的女主有所感觉。
姓名來自福岡市地下鉄七隈線的櫻坂車站。
室見立華/七隈立華（配音：東山奈央）
隸屬系統工程部門（SE部門）的女性。外表像個國中生，年齡約18岁（小说第十二卷时參加高中畢業典禮）。
負責指導剛進公司的工兵。個性嚴格急躁，不擅表達，對剛踏進社會的工兵毫不留情，但其實也有體貼工兵的一面。
她是資深網路系統工程師，實力高強，公認的工作狂，常加班留宿公司。除了海鷗之外，從不跟公司的其他同事共進午餐。但第一集中後段，曾和工兵吃午飯。
喜歡各種鮪魚料理，超級路癡，似乎不太能喝酒。在公司上班時穿著小可愛配百褶裙，喜歡可愛的服裝，穿套裝會感到不自在。很讨厌别人介意她的身高和技术的不对称对待。
七隈家為名門望族，老家在東京都世田谷區，依小說內容是在小田急電鐵小田原線成城學園前站北口數分鐘的高級住宅區，因此應為成城7丁目或8丁目。因母親的不負責任導致家境十分複雜，與舅舅達成協議後自行搬出獨居，住在東京都千代田區猿樂町的一棟高級公寓大廈，家中布置很少，但在一處的儲物倉庫保留了大量父親留給他的日常的家具布置。
姓名來自福岡市地下鉄空港線的室見車站。
習慣使用螺絲起子對付姪乃濱梢或是毆打工兵。
海鷗（配音：堀江由衣）
在公司兼職的女性，系統工程部助理。本名賀茂芽衣。和立華是好朋友，希望立華有除她以外的朋友。
工作能力很強，以前曾經當過作家和水電工，還曾在任天堂法務部門及經團連事務局上班，根據室見說法，海鷗擁有賽車國際執照，曾參加過亞太選手權比賽，與『茂木的海鷗』、『鈴鹿的飛鷹』齊名，擁有各式各樣能力的神秘女性。酒量惊人，甚至把一家酒吧的酒库全部喝光而被整条酒吧街封杀。
姓名來自福岡市地下鉄七隈線的賀茂車站。
藤崎伊左次（配音：濱田賢二）
隸屬系統工程部門，工兵所在小組的領導人。非常忙碌，懇求立華指導工兵，经常夹在经常乱接提案的六本松和抱怨六本松的立华之间调剂双方的意见，为了弥补社长的手尾而过着憔悴繁忙的日子。
住在埼玉県川越市内的東武東上線沿線。已婚。
姓名來自福岡市地下鉄空港線的藤崎車站。
三澤（みつさわ）
第8巻登場。在公司內資歷僅次於藤崎伊左次的社員，伺服器類的工程師，之前都在客戶端尾久電機長駐兩年，公司被解約了才回來，沒甚麼存在感。
姓名來自西日本鐵道天神大牟田線三澤站 (福岡縣)。
茶山春木
第13巻登場。新加入公司社員。二十三歳。有名私立大學社會情報系畢業，在學期間參加多項活動，對於調整人際關係相當上手，但屬於「高意識型」。新人訓練結束後分發至SE部門。
姓名來自福岡市地下鉄七隈線的茶山車站。

#### OS部門（Operation Service部門）
姪乃濱梢（配音：茅野愛衣）
隸屬運用服務部門（OS部門）的女性，就讀於大阪的專門學校，畢業後進入公司，比櫻坂工兵早一年進公司，但年齡比他小。外表如小動物般可愛，留一頭未整理而頭髮亂翹的鮑伯頭，擁有巨乳。因工作問題與室見立華水火不容，经常因为以立华的技术文档准备不全而拒绝接受立华的实现文案，而被称为“提案杀手”，與室見立華打架時會拿出機架滑軌開打。后来在工兵的介入下，让立华和其一起完成文案的整理使文案顺利通过并肯定了立华的技术水平。对文案的文档接受严格要求是由于以前就职过的公司，因为文档管理混乱无法承受规模越来越大的文案而崩溃，所以除非对技术实现人员十分有把握，否则都以很高要求技术文案，但本身也是十分优秀的运用工程师。
她对工兵有好感，总想从立华手中抢到工兵。由于工作原因而经常饮酒，但又容易嗜酒而醉倒街头出洋相，试图戒酒但不成功。
擁有隱藏的惡魔性格，平時一副人畜無害的樣子，但一遇到工兵相關的事情便開始不擇手段。有時會不小心脫口對工兵說出自己的「邪惡」計畫（多半和搶奪工兵的所有權有關），但工兵幾乎都選擇逃避相信自己聽到的話語。
姓名來自福岡市地下鐵空港線的姪濱車站。
平尾
第10巻登場。平時都派駐在客戶端，一年以上沒有回公司，櫻阪工兵完全不認得他，在公司溫泉旅遊時被藤崎與室見拿來當作嚇唬櫻阪工兵的材料。
箱崎宮乃
第13巻登場。新加入公司社員。二十二歳。家中獨生女，父親為上班族，母親為家庭主婦，自己在家生活得自由自在，導致抗壓性低。橫濱公立大學國際綜合系畢業。不太看氣氛的天然系女子。
在完成姪乃濱梢交辦的任務後，自己到書店買與工作關聯性高的書籍自己研讀訓練。新人訓練結束後分發至OS部門。
姓名來自福岡市地下鐵箱崎線的箱崎宮前車站。

#### SD部門（Software Development部門）
福大
隸屬軟體開發部門的男性，約30多歲，體型肥胖，負責網路應用程式及開放原始碼軟體的客製化工作。是典型的動漫宅，辦公桌貼滿動漫的海報、手辦及DVD包裝盒。
他在新進人員入社歡迎會時，對室見性騷擾，被她飛踢撞牆。利用SE部門需要他協助開發軟體時，開出條件要求室見要穿指定的衣服cosplay給他看。
姓名來自福岡市地下鉄七隈線的福大前車站。

#### 社長
六本松健造（配音：三宅健太）
社長。外表像子泣爺爺，出生於靜岡縣駿河區，所以公司取名為駿河，現住在幕張。別人說話都隨便聽聽，也不記得別人的姓名。無視職員工作負擔，一股腦的接案子，且經常忘記事情，讓員工陷入水深火熱當中。和工兵为同乡。
姓名來自福岡市地下鉄七隈線的六本松車站。

### 業平產業
橋本文月（配音：井上麻里奈）
業平產業系統本部的女性課長。29歳。平時一臉嚴肅，十分公正不阿，对六本松利用关系试图接获业平的工程很不满而限制六本松参加工程竞逐。在工兵多次求见的情况被感动而稍微指出工程要点，让工兵找到能成功接洽工程的要点而成功获得业平的工程。
虽然平时十分严肃，但手機簡訊卻像中學女生一樣使用大量表情符號及顏文字，與櫻坂工兵是酒友。
姓名來自福岡市地下鉄七隈線的橋本車站。

### JT&W
梅林
業平產業的案件中與工兵競爭的大企業的代表，曾以十分轻蔑的方式要求工兵放弃业平的工程竞逐。
姓名來自福岡市地下鉄七隈線的梅林車站。

### 扶桑通建
藥院加奈子（配音：日笠陽子）
扶桑通建的工程师。眉毛以极大的角度上扬、略带褐色的双眸和三白眼，带有男孩子气的短发女性。
个性一板一眼，责任心极强。是会明确说出自己主张建议的类型。大學畢業後即進入以男性為主的工程公司扶桑通建工作，對外態度強勢，因此獲得公司內男性同事的支持，也因为她是公司内唯一的女性，而被全是男性的公司同事所爱护。
在解决“Better Media”提案时，暗中仰慕立华的技术而与立华成为朋友。
姓名來自福岡市地下鉄七隈線的藥院車站。

### AK Net
別府
AK的得力PM，由于“Better Media”提案过于混乱而崩毁，抛下任务临阵逃脱，使工兵接下其项目管理的工作。
姓名來自福岡市地下鉄七隈線的別府車站。

### 椰子木
坐落於表参道的合資企業。
西新伊織
工兵大學時代的同學、隸屬於相同的研討會。在研討會中是偶像般的存在。本身由于不熟悉IT业务但接下信息技术管理工作，想借工兵半诱半迫地完成其公司的信息管理职务，使工兵无法在非工作时间休息而憔悴，令立华十分愤怒而联合药院一起设计迫使其放过工兵。最终再次转职。
姓氏來自福岡市地下鉄空港線的西新車站。

### Almada Initiative
設於港區愛宕的企業，執行長是外國人，內部採實力主義，積極的從其他公司手中搶走生意。
次郎丸緣
工兵同一年進入職場的新人。留一頭短的鮑伯頭，長相可愛。高中時參加田徑社團，因此喜好運動。為人雖迷糊但工作十分積極認真不服輸、是完美主義者，兩人個性相似，像是工兵的鏡子一樣。她出生於新加坡，父親是外交官。她會義大利語、英語、俄語及南非語。
姓氏來自福岡市地下鉄七隈線的次郎丸車站。
切斯特·羅茲
金髮碧眼的外國人，現任Almada Initiative的CEO，以前曾任Atlanda Computer日本分公司的總經理。

### NBL
全名Nippon Business Infrastructure Limited，日本最大規模電腦企業，從業人數達20萬人。曾在此處以正式員工身分工作的藤崎伊左次評論該公司為「魔窟」。
金山
零售產業總部電子商務部門副部長。與藤崎伊左次為同期進入公司之成員。屬於安武部長派。
姓氏來自福岡市地下鉄七隈線的金山車站。
大濠
電子商務部門的基礎建設小組組長。三十歳。屬於高宮總部長派。
姓氏來自福岡市地下鉄空港線的大濠公園車站。

### Spiritia
NBL全額出資子公司，成立起因為NBL零售產業總部高宮總部長與安武部長的內部政治鬥爭。
貝塚悠里
三十一歲女性，Spiritia實際負責人，屬於安武部長派系。三重縣四日市市出身。是藤崎伊左次在NBL任職時一手帶出來的工程師，稱藤崎伊左次為「教授」。
姓氏來自福岡市地下鐵箱崎線貝塚車站。

### Digital Village
由克勞斯・赤坂創立，並轉賣給Aterica，再由Aterica轉賣給駿河系統。
伊莉莎白・拉碧絲・赤坂
父親為奧地利人，母親為日本人，精通德語及日語，克勞斯・赤坂的妹妹。
姓氏來自福岡市地下鐵空港線赤坂車站。

### 家族
櫻坂譽（配音：佐倉綾音）
工兵的妹妹。浜松市立八柱中學3年級，凡事都横冲直撞的类型。
賀茂玲
海鷗的堂弟，国立K大学工学部资讯学科硕士学位出身，曾就职于日本国内最大型的电信公司JT&W，就职于总部位于美国的土尔沙顾问合同公司。曾受网上对骏河公司恶魔式招聘感兴趣而参加应聘，沉着应对了立华的恶魔式面试，令立华折服和工兵满意通过了面试。最终原公司愿意挽留而没赴职。
七隈陣
室見立華的舅舅，目前為室見立華的監護人。任職於Concerto Capital，駿河系統背後金主，室見立華由其安排加入該公司。
姓氏來自福岡市地下鉄七隈線的七隈車站。
香椎瀬那（かしい せな）
星條學園（高校）三年級生，預計進入明治大學。稱呼室見為「七隈」，與室見立華為高中一年級同班同學，知道室見的過去。
依小說所述星條學園為國高中一貫學校，而與現實之成城學園中學校高等學校相同，且星條學園與成城學園之日文發音完全相同。
姓氏來自西日本鐵道貝塚線的西鐵香椎車站。

## 出版書籍

### 輕小說
| 集數 | 日文副標題 | 中文副標題 | 中文副標題 | 日本           | 日本                   | 臺灣／ 香港    | 臺灣／ 香港            | 中国大陆      | 中国大陆               |
| 集數 | 日文副標題 | 台灣角川   | 天聞角川   | 發售日期       | ISBN                   | 發售日期       | ISBN                   | 發售日期      | ISBN                   |
| ---- | ---------- | ---------- | ---------- | -------------- | ---------------------- | -------------- | ---------------------- | ------------- | ---------------------- |
| 1    |            |            |            | 2010年6月10日  | ISBN 978-4-04-868605-1 | 2011年4月30日  | ISBN 978-986-287-122-5 | 2012年2月20日 | ISBN 978-7-5356-5069-6 |
| 2    |            |            |            | 2010年10月10日 | ISBN 978-4-04-868937-3 | 2011年7月20日  | ISBN 978-986-287-204-8 | 2012年4月5日  | ISBN 978-7-5356-5202-7 |
| 3    |            |            |            | 2011年1月10日  | ISBN 978-4-04-870181-5 | 2011年11月29日 | ISBN 978-986-287-285-7 | 2012年7月20日 | ISBN 978-7-5356-5449-6 |
| 4    |            |            |            | 2011年5月10日  | ISBN 978-4-04-870528-8 | 2012年1月21日  | ISBN 978-986-287-387-8 | 2012年9月5日  | ISBN 978-7-5356-5583-7 |
| 5    |            |            |            | 2011年9月10日  | ISBN 978-4-04-870809-8 | 2012年8月8日   | ISBN 978-986-287-817-0 | 2012年11月5日 | ISBN 978-7-5356-5711-4 |
| 6    |            |            |            | 2012年2月10日  | ISBN 978-4-04-886350-6 | 2013年1月29日  | ISBN 978-986-325-030-2 | 2013年4月5日  | ISBN 978-7-5356-6115-9 |
| 7    |            |            |            | 2012年8月10日  | ISBN 978-4-04-886853-2 | 2013年9月11日  | ISBN 978-986-325-313-6 | 2013年7月20日 | ISBN 978-7-5356-6281-1 |
| 8    |            |            |            | 2012年12月8日  | ISBN 978-4-04-891167-2 | 2013年10月25日 | ISBN 978-986-325-646-5 | 2014年1月5日  | ISBN 978-7-5356-6701-4 |
| 9    |            |            |            | 2013年5月10日  | ISBN 978-4-04-891621-9 | 2014年3月15日  | ISBN 978-986-325-850-6 |               |                        |
| 10   |            |            |            | 2013年8月10日  | ISBN 978-4-04-891859-6 | 2014年9月25日  | ISBN 978-986-366-084-2 |               |                        |
| 11   |            |            |            | 2013年12月10日 | ISBN 978-4-04-866290-1 | 2015年6月27日  | ISBN 978-986-366-545-8 |               |                        |
| 12   |            |            |            | 2014年10月10日 | ISBN 978-4-04-866993-1 | 2015年10月16日 | ISBN 978-986-366-748-3 |               |                        |
| 13   |            |            |            | 2015年8月8日   | ISBN 978-4-04-865339-8 | 2016年5月25日  | ISBN 978-986-473-106-0 |               |                        |
| 14   |            |            |            | 2016年1月9日   | ISBN 978-4-04-865662-7 | 2018年7月12日  | ISBN 978-957-564-291-4 |               |                        |
| 15   |            |            |            | 2017年1月10日  | ISBN 978-4-04-892610-2 | 2019年3月20日  | ISBN 978-957-564-825-1 |               |                        |
| 16   |            |            |            | 2017年8月10日  | ISBN 978-4-04-893276-9 | 2019年3月20日  | ISBN 978-957-564-826-8 |               |                        |

### 漫畫
2011年8月15日於網路免費漫畫連載「Fami通Comic Clear」〈Enterbrain所屬〉公告連載預定，並於9月16日開始連載。由鶴山ミト擔任作畫。單行本由Fami通Clear Comics集冊刊行。
| 集數 | 日本           | 日本                   | 臺灣 香港      | 臺灣 香港              |
| 集數 | 發售日期       | ISBN                   | 發售日期       | ISBN                   |
| ---- | -------------- | ---------------------- | -------------- | ---------------------- |
| 1    | 2012年3月15日  | ISBN 978-4-04-727944-5 | 2012年12月22日 | ISBN 978-986-325-126-2 |
| 2    | 2012年11月15日 | ISBN 978-4-04-728504-0 | 2013年12月5日  | ISBN 978-986-325-523-9 |
| 3    | 2013年5月15日  | ISBN 978-4-04-728908-6 | 2014年7月16日  | ISBN 978-986-366-056-9 |
| 4    | 2014年1月14日  | ISBN 978-4-04-729332-8 | 2015年4月16日  | ISBN 978-986-366-447-5 |

## 廣播劇CD
電擊文庫網站開設作品的官方網站及2012年8月24日至11月30日網路廣播劇放送的消息。

## 外部連結
- （日語） 『なれる！SE』公式サイト （页面存档备份，存于）（「奮鬥吧！系統工程師」官方網站）
- （日語） 電撃文庫│なれる！SE（電撃文庫 新作介紹）
- （日語） なれる!SE | ファミ通コミッククリア （页面存档备份，存于）（漫畫官方網站，可線上觀看）